# Convergència de l'Esperança
La Convergència de l'Esperança (en francès: Convergence de l'Espoir) és un partit polític sankarista de Burkina Faso. Va ser fundat el juliol del 2004 pel Corrent de Demòcrates Fidels a l'Ideal de Thomas Sankara que es va escindir de la Unió pel Renaixement/Moviment Sankarista el 2003. És liderat per Jean-Hubert Bazié.
El Corrent de demòcrates fidels a l'ideal de Thomas Sankara (en francès : Courant des Démocrates Fidèles à l'Idéal de Thomas Sankara ) va ser fundat l'any 2003 com a separat de la Unió per al Renaixement/Moviment Sankarista. El juliol de 2004, va passar a anomenar-se Convergència de l'esperança.